# 櫻坂洋
櫻坂洋（日语：桜坂 洋，1970年—），日本小說家。原工程師，性別男性。

## 來歷
2003年12月以第2回集英社Super Dash小說新人獎最終選拔作品《魔法使的網路》（魔法使いのネット）所修改的作品《簡單易懂的現代魔法》出道。並以2004年發表的《埼玉電鋸少女》（さいたまチェーンソー少女）得到第16回S-F雜誌讀者獎（SFマガジン読者賞）。
相當喜歡遊戲，對電腦與御宅族文化相當瞭解。除此之外，熱愛眼鏡娘。會寫Perl，在2004年時會使用Meadow、SKK、TeX，不需要以紙本撰寫原稿。
熟識櫻庭一樹，兩人在一起的場合聊得相當開。
在東浩紀與筒井康隆都給予高度評價的作品《All You Need Is Kill》發行後，也開始踏足一般文藝誌與純文學誌的領域。《All You Need is Kill》被改编为电影剧本，片名为。本片由道格·李曼执导，汤姆·克鲁斯、艾蜜莉·布朗主演，华纳兄弟公司发行，于2014年3月首映。

## 作品

### 已發行單行本的作品

#### 獨立作者
- 簡單易懂的現代魔法（Super Dash文庫，集英社，2003年12月～）：已發行6冊。
  - 中文版 青文 2008年1月- 已發行4冊。
- All You Need Is Kill（Super Dash文庫，集英社，2004年12月18日）：ISBN 4-08-630219-5，插畫：安倍吉俊。
  - 中文版 青文 2007年8月 ISBN 9789861568966[1][2]
  - 陆版 磨铁文化 浙江人民出版社 2022年 ISBN 978-7-213-10560-9
- （早川文庫，2005年6月9日）：ISBN 978-4-15-030800-1，插畫：toi8。
  - 中文版 《快打城市 slum online》 尖端出版 2008年3月 ISBN 9789571037899

#### 合著
- （櫻色Humming Distance）（在第4回文学フリマ（文學Flee Market）出售，2005年11月）：與櫻庭一樹合著的同人誌。
- （Characters）（新潮社，2008年5月23日）：ISBN 978-4-10-426202-1，與東浩紀合著。

### 未收錄至單行本的作品

#### 未完長篇
- （講談社入口網站MouRa連載，2007年1月～2007年8月）：設定：東浩紀，小説：櫻坂洋，插畫：和田タカアキ。

## 腳注
1. 1 2 3  . 博客來.   [2014-05-30]. （原始内容存档于2019-11-30）.
2. ↑  櫻坂洋; 安倍吉俊（yoshitoshi ABe，插圖）、fafa（翻譯）. . 台灣青文出版社發行 (日本集英社授權). 2007-10-02: 290頁. ISBN 978-986-156-896-6. （原始内容存档于2014年4月13日） （中文（臺灣））.

## 外部連結
- （日語） 櫻坂洋 (sakurazaka)的X（前Twitter）
- （日語） ギートステイト｜東浩紀、桜坂洋｜b:物語